# Kopiec Tadeusza Kościuszki w Tarnogrodzie
Kopiec Tadeusza Kościuszki w Tarnogrodzie – kopiec w Tarnogrodzie, leżący na osiedlu Błonie przy ul. Floriana Słąki. Usypany został w 1917 roku dla uczczenia setnej rocznicy zgonu Tadeusza Kościuszki.